# Sava, Varna
Sava (în bulgară Сава) este un sat în comuna Dălgopol, regiunea Varna,  Bulgaria. 

## Demografie
Componența etnică a satului Sava
     Turci (3,81%)
     Bulgari (85,59%)
     Romi (5,93%)
     Nicio identificare (4,66%)
La recensământul din 2011, populația satului Sava era de 236 locuitori. Din punct de vedere etnic, majoritatea locuitorilor (85,59%) erau bulgari, existând și minorități de romi (5,93%) și turci (3,81%). Pentru 4,66% din locuitori nu este cunoscută apartenența etnică.